# Intermedialität
Intermedialität bezeichnet in der Kultur-, Medienwissenschaft und Publizistik die Untersuchung der Beziehungen zwischen Medien, insbesondere von Möglichkeiten ästhetischer Kopplungen bzw. Brüchen. Intermediale Beziehungen können innerhalb und zwischen den traditionellen, handwerklichen Künsten, den analogen technisch-apparativen sowie den digitalen Medien (Neue Medien) bestehen.
Der Begriff kann auch den gezielten Medienwechsel oder die Gleichzeitigkeit verschiedener Ausdrucksformen beschreiben, z. B. Bild und Ton, Sprache und Musik, Neue Medien und Theater.

## Geschichte
Der Begriff ,intermedia‘ wurde bereits zu Beginn des 19. Jahrhunderts von Samuel Coleridge verwendet. Der Fluxus-Künstler Dick Higgins prägte den Begriff Mitte der 1960er Jahre, um die künstlerische Auseinandersetzung zwischen elektronischen Medien, Kunst und Pop-Kultur zu bezeichnen. Higgins geht es darum, die Grenzen der anerkannten Medien zu überschreiten und die Grenzen bisheriger Kunstformen mittels Medien, die zuvor nicht als Kunstform galten, zu verschmelzen.

“Part of the reason that Duchamp’s objects are fascinating while Picasso’s voice is fading is that the Duchamp pieces are truly between media, between sculpture and something else, while a Picasso is readily classifiable as a painted ornament. Similarly, by invading the land between collage and photography, the German John Heartfield produced the what are probably the greatest graphics of our century.”

Seit den 2000er Jahren spielt Intermedialität in Musik, Literatur, visueller Kunst, Theater und Film eine bedeutende Rolle, wobei oft ein Medium dominant ist. Ebenfalls häufig ist die Bimedialität (z. B. der Musikfilm).
Ein modernes Beispiel sind Blogs im Internet (Weblogs), die sich nicht nur auf Tagebucheinträge beschränken, sondern sich mit anderen medialen Äußerungen beschäftigen. Sie durchbrechen die Geschlossenheit traditioneller Kommunikationsformen im Netz wie Chats, Foren, Newsgroups usw., zielen von vornherein auf eine möglichst große Reichweite und koppeln damit die individuelle Kommunikation an Mediendiskurse und andere öffentliche und bisweilen globale Diskursstrukturen an.

## Medienwissenschaft
In der Medienwissenschaft bedeutet Intermedialität vor allem die Realisierung medialer Konventionen eines oder mehrerer Medien in einem anderen.
Werner Wolfs stark ausdifferenzierte Kategorisierung der Intermedialität richtet sich nach folgenden Merkmalen:
- den beteiligten Medien (Literatur und Bildende Kunst z. B. im literarischen Bildzitat)
- der Dominanz: So dominiert bei der Kombination von Film und Musik meist der Film als visuelles Medium. Im Kunstlied hingegen sind Lyrik und Musik einigermaßen „gleichberechtigt“.
- der Quantität: Partielle Intermedialität liegt etwa bei einem Drama mit Couplets vor, totale hingegen bei Opern.
- der Genese: Primäre Intermedialität ergibt sich aus dem Werk-Typus selbst (Bild und Text im Comic), sekundäre wird nachträglich erstellt (Literaturverfilmung).
- der Qualität: Manifeste Intermedialität liegt vor, wenn alle beteiligten Medien an der Oberfläche sichtbar bleiben (z. B. Literatur und Musik im Fall des Liedes). Verdeckte Intermedialität setzt den Wechsel eines Inhalts/einer Struktur vom ursprünglichen Mediums in ein neues voraus, z. B. im Fall eines biblischen Motivs in der Malerei oder der Selektion und Fokussierung von Inhalten primärer durch sekundäre Medien (sog. Metamedien).

Diese letztgenannte, verdeckte Intermedialität stellt Interpreten vor das Problem, dass die Quelle der übernommenen Inhalte zur Identifikation des Zitats bekannt sein muss; Abhilfe schaffen hier oft Paratexte (Werktitel beispielsweise, vgl. Thomas de Quinceys Text „Dream Fugue“ von 1849).